# Livin' Joy
Livin'Joy (talvolta citato anche come anche come Livin Joy o Living Joy) è un gruppo musicale facente parte del genere dance/Eurodance principalmente attivo negli anni novanta.
Il gruppo Livin' Joy è nato in Italia, i produttori erano i fratelli Paolo e Gianni Visnadi; gli stessi sono anche stati autori di altri progetti dello stesso genere tra i quali si ricorda anche Alex Party.
Il primo singolo dei Livin' Joy è stato Dreamer (nel 1994), cantato da Janice Robinson; tale singolo è stato un successo non solo di carattere nazionale in quanto ha aggiunto la prima posizione sia nella classifica UK sia in quella statunitense.
Nonostante il grande successo del primo singolo, i produttori non riescono a trovare un accordo con la cantante Janice Robinson per la realizzazione di altri brani: la voce del progetto viene così affidata a Doris Diggs, conosciuta anche come Tameka Starr.
Le sonorità di Dreamer porteranno alla realizzazione del secondo singolo di grande successo dei Livin' Joy nel 1996, intitolato Don't Stop Movin', tratto dall'album omonimo Don't Stop Movin', pubblicato pochi mesi dopo il singolo. Don't Stop Movin' ha raggiunto la posizione numero 8 sia in Italia sia in Svezia, ma ha ottenuto risultati migliori in Finlandia ed in Australia, ottenendo rispettivamente la settima e la sesta posizione.
Sempre nel 1996 i Livin' Joy ottengono grande successo con Follow the Rules. Il singolo ottenne un buon piazzamento nella classifica inglese anche se non raggiungerà mai il primo posto.

## Discografia

### Album studio
- Don't Stop Movin' (1996)

### Singoli
- Dreamer (1994)
- Don't Stop Movin' (1996)
- Follow the Rules (1996)
- Where Can I Find Love (1997)
- Deep in You (1997)
- Just for the Sex of It (1999)